# 58460 Le Mouelic
58460 Le Mouelic este o planetă minoră (asteroid), cu un diametru de 5,21 km, din centura de asteroizi. A fost descoperită pe 13 iunie 1996 la Haleakalā Observatory⁠(d) de Near Earth Asteroid Tracking. 
Obiectul prezintă o orbită caracterizată de o semiaxă mare de 2,2944581341061 UAi, o excentricitate de 0,23, o înclinație de 21,5 ° în raport cu ecliptica.